# 감지은니묘법연화경 권2, 4, 5, 6
감지은니묘법연화경 권2, 4, 5, 6(紺紙銀泥妙法蓮華經 卷二, 四, 五, 六)은 서울특별시 종로구, 불교중앙박물관에 있는 조선시대의 사경이다. 1963년 9월 2일 대한민국의 보물 제269-2호로 지정되었다.

## 개요
감지은니묘법연화경 권2, 4, 5, 6(紺紙銀泥妙法蓮華經 卷二, 四, 五, 六)은 구마라집이 한역한 묘법연화경을 저본으로 1422년(세종4)에 비구 덕명이 어머니의 극락왕생을 위해 발원하여 감지에 은니로 쓴 7첩 중 4첩에 해당된다.
후면에 ‘광덕사’라는 사찰명이 주서되어 있고 이 사경과 크기·체제·경문의 글씨가 동일한 사경으로 보물 제269-1호 《감지은니묘법연화경 권1》과 보물 제390호 《광덕사 고려사경》 중 《감지은니묘법연화경 권2, 4, 5, 6》(보물 제269-2호)이 있다. 기존에 지정되어 있는 것에 《동아대학교 소장본인 권3》(보물 제269-3호)과 《국립중앙박물관 소장본인 권7》(보물 제269-4호)을 합하면 완벽한 “1질”을 이루게 되며, 이는 전래된 사경 가운데 전질이 밝혀진 것이 드문 예로써 더욱 큰 의미를 지닌다.

## 같이 보기
- 묘법연화경

## 참고 자료
- 감지은니묘법연화경 권2, 4, 5, 6 - 국가유산청 국가유산포털